# エリオット郡 (ケンタッキー州)
エリオット郡（英: Elliott County）は、アメリカ合衆国ケンタッキー州の北東部に位置する郡である。2010年国勢調査での人口は7,852人であり、2000年の6,748人から16.4％増加した。郡庁所在地はサンディフック市（人口675人）であり、同郡で唯一法人化された都市でもある。エリオット郡は、郡内のどこにおいてもアルコール飲料の販売が禁止されている「ドライ郡」（禁酒郡）である。
エリオット郡は1869年4月1日に、モーガン郡、ローレンス郡、カーター郡の一部を合わせて設立された。郡名はケンタッキー州選出アメリカ合衆国下院議員を務め、第1回アメリカ連合国議会の議員になったジョン・ミルトン・エリオットに因むとする説が有力である。

## 地理
アメリカ合衆国国勢調査局に拠れば、郡域全面積は235.20平方マイル (609.2 km2)であり、このうち陸地233.96平方マイル 606.0 km2)、水域は1.24平方マイル (3.2 km2)で水域率は0.53%である。

### 隣接する郡
- カーター郡 - 北
- ローレンス郡 - 東
- モーガン郡 - 南
- ローワン郡 - 西

## 政治
| 年     | 民主党      | 共和党      |
| ------ | ----------- | ----------- |
| 2012年 | 49.4% 1,186 | 46.9% 1,126 |
| 2008年 | 61.0% 1,535 | 35.9% 902   |
| 2004年 | 69.8% 2,064 | 29.5% 871   |
| 2000年 | 64.1% 1,527 | 34.7% 827   |

エリオット郡は1869年のその設立以来、アメリカ合衆国大統領選挙では一貫して民主党候補者を支持してきた。民主党に投票してきた郡として、国内で最長である。
>
2008年アメリカ合衆国大統領選挙では、バラク・オバマを支持した郡の中で、白人人口比率が99.04%と国内で2番目に高いものとなった（1位はアイオワ州ミッチェル郡の99.27%）。オバマは投票数の61%を獲得し、対する共和党のジョン・マケインは36%に終わった。このオバマの支持率はケンタッキー州の郡の中でも最高だった。
2012年時点で、共和党の登録有権者数は187人と州内最小である。右表に示すように、2012年の大統領選挙では僅差になったものの、オバマがエリオット郡を再度制した。

## 人口動態
以下は2000年国勢調査による人口統計データである。
| 基礎データ - 人口: 6,748人 - 世帯数: 2,638 世帯 - 家族数: 1,925 家族 - 人口密度: 11人/km2（29人/mi2） - 住居数: 3,107軒 - 住居密度: 5軒/km2（13軒/mi2） 人種別人口構成 - 白人: 99.04%（イギリス人を先祖に持つ者が圧倒的に多い） - アフリカン・アメリカン: 0.03% - ネイティブ・アメリカン: 0.07% - 太平洋諸島系: 0.01% - その他の人種: 0.01% - 混血: 0.83% - ヒスパニック・ラテン系: 0.59% 年齢別人口構成 - 18歳未満: 25.4% - 18-24歳: 9.1% - 25-44歳: 27.5% - 45-64歳: 24.7% - 65歳以上: 13.4% - 年齢の中央値: 37歳 - 性比（女性100人あたり男性の人口） - 総人口: 95.2 - 18歳以上: 93.5 | 世帯と家族（対世帯数） - 18歳未満の子供がいる: 33.4% - 結婚・同居している夫婦: 60.0% - 未婚・離婚・死別女性が世帯主: 9.7% - 非家族世帯: 27.0% - 単身世帯: 24.7% - 65歳以上の老人1人暮らし: 11.0% - 平均構成人数 - 世帯: 2.54人 - 家族: 3.02人 収入と家計 - 収入の中央値 - 世帯: 21,014米ドル - 家族: 27,125米ドル - 性別 - 男性: 29,593米ドル - 女性: 20,339米ドル - 人口1人あたり収入: 12,067米ドル - 貧困線以下 - 対人口: 25.9% - 対家族数: 20.8% - 18歳未満: 30.5% - 65歳以上: 26.4% |

## 都市と町

### 都市
- サンディフック - 郡庁所在地

### 未編入の町
| - オールト - バスコム - ベアタウン - ベルシティ - ビッグストーン - ブレインズトレース - ブルーン - ブラッシーフォーク - バーク - クレイフォーク | - クリフサイド - カルバー - デュードロップ - ドビンス - エドセル - エルドリッジ - ファニン - ファニンバレー - フェイ - フィールデン | - フォークスオブニューカム - ギムレット - ゴメス - グリーン - ハルコム - アイベックス - アイソンビル - リトルフォーク - リトルサンディ - リッテン | - ミドルフォーク - ニールハワーズクリーク - ニューカム - ニューファンドランド - オーディナリー - ロスコー - シャディグローブ - サラ - サイドウェイ - スパングリン | - スターク - スティーブンス - ザ・リッジ - ウェルズクリーク - ワイアット |